# Far Far Away
Far Far Away ist ein Lied der britischen Rockband Slade, das 1974 als Leadsingle aus dem ersten Soundtrack und dem fünften Studioalbum Slade in Flame veröffentlicht wurde. Das Lied wurde von dem Leadsänger Noddy Holder und dem Bassisten Jim Lea geschrieben und von Chas Chandler produziert. Es erreichte Platz zwei der Charts in Großbritannien und blieb sechs Wochen in den Charts. Das Lied wurde im November 1974 von BPI mit UK-Silber ausgezeichnet.

## Hintergrund
Bis 1974 waren Slade in Großbritannien, Europa und darüber hinaus erfolgreich, aber die Band war der Meinung, dass es nicht das war, weiterhin „mehr vom Gleichen“ zu bieten. Ihr Manager Chas Chandler schlug vor, einen Film zu machen, dem die Band zustimmte. Begleitend zum Film begannen Holder und Lea, Material für ein Soundtrackalbum zu schreiben. Far Far Away wurde als Leadsingle des Albums ausgewählt und im Oktober 1974 veröffentlicht und erreichte Platz zwei der Charts in Großbritannien.
Far Far Away stammt von Holder. Während einer Tournee in Amerika kam er auf die Eröffnungszeile, während er auf einem Balkon mit Blick auf den Mississippi in Memphis saß. Manager Chas Chandler drängte ihn, den Song sofort zu schreiben. Holder ging in sein Hotelzimmer und kehrte eine halbe Stunde später zurück, nachdem er eine Basisversion des Songs mit dem Titel Letting Loose Around the World fertiggestellt hatte. Lea entwickelte das Lied später weiter, insbesondere den Refrain. In der Biografie der Band von 1984 Feel the Noize! erinnerte sich Lea: „Far Far Away war eine echte Zusammenarbeit zwischen Nod und mir. Die Strophe war Nods und der Refrain war meiner. Ich wollte es wie einen Barrelhouse-Song mit einem sehr luftigen Gefühl für uns aufnehmen, aber Chas war nicht daran interessiert“.
In einem Fanclub-Interview von 1986 sprach der Gitarrist Dave Hill über den Text des Songs: „Der Song wurde darüber geschrieben, im Ausland zu sein, nicht wahr? ‚Yellow lights go down the Mississippi‘ und all das – in den Staaten zu sein und zurück zu wollen nach Hause. Es waren nur Erfahrungen. Wenn du unterwegs bist, schreibst du natürlich darüber, dass du unterwegs bist, du schreibst darüber, was los ist.“
1993 wurde das Lied erneut als Single auf den Markt gebracht, als die Firma C&A es in einem Werbespot verwendete.
Die Toten Hosen coverten den Song im Rahmen ihrer „Krach der Republik“-Tour 2012/2013, er erschien dann auch auf dem 2013er Live-Album „Der Krach der Republik“ (Track 9 auf CD 2).

## Besetzung
- Noddy Holder – Gesang, Gitarre, Liedtexter, Komponist
- Dave Hill – Begleitgesang, Gitarre
- Jim Lea – Bass, Begleitgesang, Liedtexter, Komponist, Orgel
- Don Powell – Schlagzeug

## Rezeption

### Charts und Chartplatzierungen
| ChartsChartplatzierungen     | Höchstplatzierung | Wochen |
| ---------------------------- | ----------------- | ------ |
| Deutschland (GfK)            | 8 (32 Wo.)        | 32     |
| Vereinigtes Königreich (OCC) | 2 (6 Wo.)         | 6      |

### Auszeichnungen für Musikverkäufe
| Land/Region                  | Auszeichnungen für Musikverkäufe (Land/Region, Auszeichnung, Verkäufe) | Verkäufe |
| ---------------------------- | ---------------------------------------------------------------------- | -------- |
| Vereinigtes Königreich (BPI) | Silber                                                                 | 250.000  |
| Insgesamt                    | 1× Silber ·                                                            | 250.000  |